# Polski Związek Piłkarzy
Polski Związek Piłkarzy (PZP) – związek zawodowy piłkarzy nożnych, polski członek federacji FIFPro, jedyna organizacja chroniąca prawa i interesy pracownicze piłkarzy w Polsce uznawana przez PZPN.
Polski Związek Piłkarzy został utworzony 28 lutego 1997 z inicjatywy Marka Pięty, byłego gracza Górnika Wałbrzych, Widzewa Łódź i Hannover 96, który pełnił funkcję prezesa związku aż do swojej śmierci, 11 listopada 2016 roku. W skład grupy założycielskiej weszło łącznie 38 ówczesnych zawodników trzech klubów: Widzewa Łódź, Ceramiki Opoczno i Rakowa Częstochowa.
Za główny cel związku założyciele uznali zwiększenie solidarność między piłkarzami oraz propagowanie i obronę praw zawodników.
Wkrótce po rozpoczęciu działalności Polskiego Związku Piłkarzy uzyskał on akceptację i poparcie FIFPro – Międzynarodowej Federacji Związków Zawodowych Piłkarzy. W marcu 1998, podczas kongresu Międzynarodowej Federacji Związków Zawodowych Piłkarzy w Tel Awiwie, PZP został pełnoprawnym członkiem FIFPro – organizacji oficjalnie uznanej jako społeczny partner w negocjacjach na temat wszelkich zmian dotyczących statusu, praw i obowiązków piłkarza. Dzięki temu członkowie Polskiego Związku Piłkarzy mają zapewnioną pomoc prawną w 59 krajach członkowskich FIFPro, zarówno przed zawarciem kontraktu, jak i w jego trakcie. Członkami związku mogą zostać zarówno piłkarze profesjonalni, jak i amatorzy, a także piłkarki i byli zawodnicy lub byłe zawodniczki.
Sześciu przedstawicieli PZP pełni rolę sędziów w 16-osobowej Izbie ds. Rozwiązywania Sporów Sportowych – organu jurysdykcyjnego PZPN, do którego kompetencji należy orzekanie w przedmiocie istnienia, ważności lub rozwiązywania kontraktów piłkarskich. W grudniu 2012 r. zarząd PZPN przyjął reprezentanta Polskiego Związku Piłkarzy w poczet 27 arbitrów Piłkarskiego Sądu Polubownego (PSP). Cztery lata później, w grudniu 2016 roku w skład tego organu weszło kilku kolejnych reprezentantów PZP. Dzięki temu, na zasadzie parytetu, piłkarze mogą liczyć na sprawiedliwe i transparentne rozstrzyganie swoich spraw przed PSP oraz mogą mieć swoich reprezentantów w posiedzeniach sądu obu instancji, czyli również w przypadku, gdy klub odwoła się od pierwszego orzeczenia sądu. Zachowanie zasady parytetu ostatecznie eliminuje sytuacje, w których w sporach z zawodnikami dotąd uprzywilejowane były kluby.
Celami związku są propagowanie i ochrona praw piłkarzy, ale także edukacja zawodników, płynne przejście w drugą karierę, a także ochrona zdrowia piłkarzy. Każdego roku PZP organizuje na przełomie czerwca i lipca profesjonalne zgrupowania dla piłkarzy bez kontraktów, których celem jest pomoc w przygotowaniu się do sezonu dla zawodników pozostających w danym momencie bez klubu.
Po śmierci Pięty w 2016 prezesem PZP był Artur Leśniak, którego w 2019 zastąpił Euzebiusz Smolarek.